# Kanselier van Frankrijk

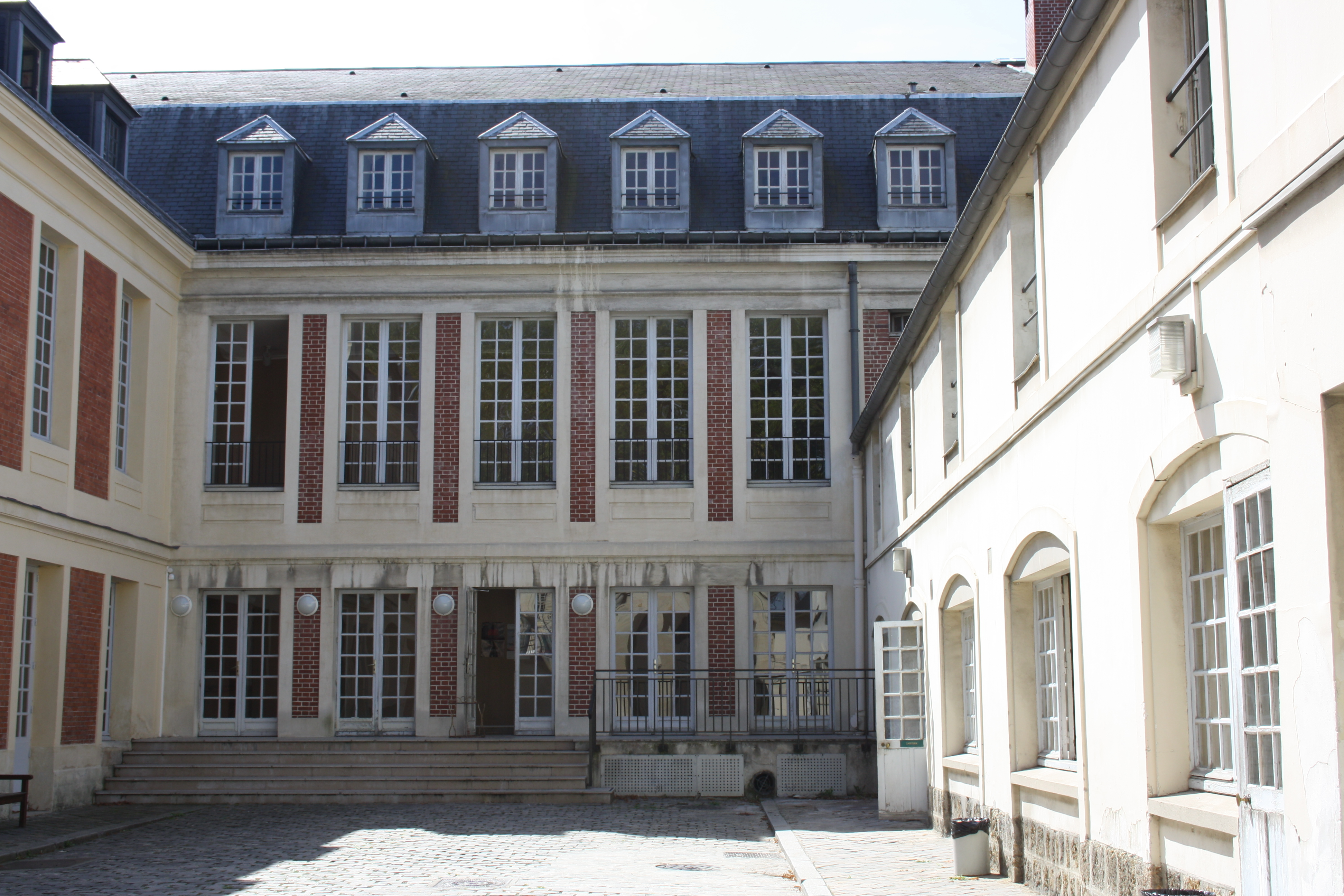
Hôtel de la Chancellerie (Kasteel van Versailles)

De kanselier van Frankrijk was een van de belangrijkste grootofficieren van de Kroon ten tijde van de Bourbon-dynastie in het koninkrijk Frankrijk. De kanselier was de tweede in rang na de connétable. Vanaf 1626 had de kanselier de eerste positie.
Het ambt van kanselier van Frankrijk kwam voort uit dat van de aartskanselier uit de tijd van de Karolingen, die van de 8e tot de 10e eeuw over het Frankische Rijk regeerden. In die tijd stond een (aarts)kanselier aan het hoofd van de geestelijken en secretarissen die aan het hof belast waren met het opstellen van oorkondes, capitularia en andere schriftelijke stukken. Hij was tevens verantwoordelijk voor de bewaring en vervaardiging van het koninklijke zegel.
Na de splitsing van het rijk van Karel de Grote in het westelijke Frankrijk en het oostelijke Duitse rijk werd het kanseliersambt in Frankrijk vanaf de 10e eeuw vervuld door de aartsbisschop van Reims. Na het overlijden van de laatste Karolingische kanselier, aartsbisschop Adalbero van Reims, in 969 benoemde de eerste koning uit het huis Capet echter geen nieuwe aartskanselier meer. Het hoofd van de Franse kanselarij zou voortaan de titel kanselier van Frankrijk dragen. In het Duitse, later Heilige Roomse Rijk, bleef de titel aartskanselier wel behouden. In 1227 werd het ambt van kanselier afgeschaft maar het werd weer ingesteld in 1315. De kanselier werd benoemd door de koning, behalve tussen 1372 en 1441 toen hij werd aangeduid door een raad.
De kanselier van Frankrijk leidde het bestuur en de administratie en was vanaf het einde van de 13e eeuw tevens een soort minister van Justitie. De zegelbewaarder was zijn assistent. Als de kanselier zijn taak niet meer kon waarnemen, bijvoorbeeld om redenen van gezondheid, dan nam de zegelbewaarder zijn taken waar. 
Omdat de kanselier onafzetbaar was, en dus aardig lastig kon zijn voor de koning, werd de functie uitgehold, en werden de bevoegdheden mettertijd overgedragen aan de zegelbewaarder. Soms werd de functie gecombineerd, wat de koning nog steeds de mogelijkheid gaf de kanselier te strippen.
De functie was omgeven door ritueel (een stoet met vier stafdragers, een roodfluwelen gewaad, een goudgerande "mortier"-hoed met parels) en had een aura van belangrijkheid - voorrang op de hertogen en grootofficieren, en werd als Monseigneur aangesproken door de staatssecretarissen en parlementsleden. Zo zat de kanselier vóór de koning in het Parlement tijdens de "Lits de Justice", en las de wil van de koning voor. Zelden werd evenwel iemand van politieke betekenis benoemd. Vaak was de kanselier een geestelijke.
De laatste kanselier stierf in 1790 en daarna werd er geen nieuwe meer benoemd. In 1791 kreeg de zegelbewaarder de titel: minister van Justitie.